# Внешние сферы
«Внешние сферы» или «Дальний простор» (англ. Outer Range) — американский телесериал в жанре научно-фантастический вестерн с Джошем Бролином в главной роли, транслировавшийся на Amazon Prime Video. Премьерный показ первого сезона начался 15 апреля 2022 года, показ второго и последнего — 16 мая 2024 года. Шоу получило противоречивые отзывы критиков.

## Сюжет
Действие сериала происходит на американском Западе. Главный герой, Ройал Эбботт, находит рядом со своим ранчо таинственную дыру в земле, которая оказывается порталом для путешествий во времени. Он пытается понять, как использовать это открытие, а параллельно борется с соседями Тиллерсонами за свою землю.

## В ролях
- Джош Бролин — Ройал Эбботт
- Имоджен Путс — Отэм
- Том Пелфри — Перри Эбботт
- Уилл Паттон — Уэйн Тиллерсон
- Лили Тейлор — Сесилия Эбботт
- Ной Рейд — Билли Тиллерсон
- Льюис Пуллман — Ретт Эбботт
- Шон Сайпос — Люк Тиллерсон
- Изабель Арраиса — Мария Оливарес
- Мэттью Мехер — Мэтт
- Тамара Подемски — Джой Хоук
- Олив Элиз Аберкромби — Эми Эбботт

## Создание и релиз
Проект был анонсирован в феврале 2020 года. Шоураннером и исполнительным продюсером стал Брайан Уоткинс, он же написал сценарий на основе собственной пьесы. Главную роль получил Джош Бролин, ставший к тому же одним из продюсеров (наряду с Зевом Боровом, Хизер Рае, Робином Свитом, Лоуренсом Триллингом, Эми Сайметц, Тони Крантцем и Брэдом Питтом. Позже к актёрскому коллективу присоединились Ной Рейд, Льюис Пуллман, Шон Сайпос, Изабель Арраиса. «Внешние воды» стали первой телевизионной работой Бролина за почти 20 лет карьеры. Съёмки проходили на протяжении восьми месяцев в Санта-Фе, Нью-Мексико.
Тизер-трейлер сериала вышел 9 марта 2022 года, в нём использовалась песня Джус Ньютон Angel of the morning. Премьера первых двух серий состоялась 15 апреля на Amazon, каждую следующую неделю выходило по две новых серии. Позже шоу было продлено на второй сезон, показ которого начался 16 мая 2024 года.
В июле 2024 года стало известно о закрытии сериала. Эта новость стала неожиданной из-за хороших показателей проекта (первый сезон в течение пяти недель входил в десятку лучших оригинальных потоковых сериалов Nielsen, второй сезон находился в чарте три недели). Amazon Prime не дала официального разъяснения, неофициальными причинами считались высокая производственная стоимость шоу и большие актёрские гонорары.

## Эпизоды

### Сезон 1 (2022)
| № | Название      | Режиссёр            | Автор сценария                   | Дата премьеры   |
| --- | ------------- | ------------------- | -------------------------------- | --------------- |
| 1 | «The Void»    | Алонсо Руиспаласиос | Брайан Уоткинс                   | апрель 15, 2022 |
| Женщина по имени Отэм получает от владельца ранчо в Вайоминге Ройала Эбботта разрешение разбить лагерь на его земле. Соседи Ройала Тиллерсоны заявляют, что он должен передать им участок в 1200 акров, иначе они пойдут в суд. Ройал находит на своей земле неизвестно откуда появившуюся дыру. Когда он засовывает туда руку, его посещают пророческие видения. Вернувшись домой, Эбботт узнаёт, что власти намерены прекратить расследование исчезновения его невестки Ребекки. Позже ночью в местном баре пьяный сын Ройала Перри насмерть забивает одного из Тиллерсонов, Тревора. Вместе с братом Реттом он приносит труп на ранчо, и Ройал решает скрыть убийство. Он бросает тело Тревора в яму, но появляется Отэм, которая сталкивает его туда же. |               |                     |                                  |                 |
| 2 | «The Land»    | Алонсо Руиспаласиос | Брайан Уоткинс                   | апрель 15, 2022 |
| Ройал просыпается в поле и возвращается домой. Люк обещает Джой поддержать Тиллерсонов на предстоящих выборах в обмен на активное участие полиции в поисках Тревора. Ройал и Перри встречаются с семейным адвокатом, который подтверждает обоснованность претензий Тиллерсона и советует отказаться от земли. Вместо этого Ройал предлагает Уэйну Тиллерсону меньший участок земли в другой части ранчо, но тот непреклонен. Отэм рассказывает Эми о странных символах, которые разбросаны по всему ранчо и к которым её тянет. Ройал вспоминает, как, упав в дыру, оказался в другом мире: ранчо было заставлено нефтяными вышками, Сесилия рассказала, что он умер два года назад и что ранчо потеряно, и посоветовала ему бежать. После этого Люк открыл по Ройалу огонь, и тот прыгнул обратно в дыру. |               |                     |                                  |                 |
| 3 | «The Time»    | Дженнифер Гетцингер | Зев Боров                        | апрель 22, 2022 |
| Во время похода по магазинам Сесилия видит Ребекку за рулем грузовика, но отмахивается от увиденного, как от морока. Джой встречается с Реттом ночью на родео и заявляет, что его кровь нашли на пряжке ремня Тревора. Позже Ретта арестовывают. Он признается, что подрался с Тревором, но отрицает, что при этом присутствовал кто-то еще. Ройал рассказывает Отэм, что путешествовал во времени через дыру в земле, и просит молчать об этом в обмен на его знания. Рояйал, Джой и многие другие местные жители замечают, что гора ненадолго исчезает. Ройалу удаётся забрать из офиса шерифа пряжку, и он выкидывает её в дыру. Эми находит труп Тревора в пустыне, Ройал сообщает об этом Джой. |               |                     |                                  |                 |
| 4 | «The Loss»    | Дженнифер Гетцингер | Брайан Уоткинс & Люси Тёрбер     | апрель 22, 2022 |
| Девять месяцев назад рабочие находят на ранчо Тиллерсона, рядом с пастбищем Эбботтов, странный камень. Из-за этого Уэйн Тиллерсон становится одержим идеей приобретения соседской земли. В настоящее время полиция вместе с Ройалом отправляется к трупу Тревора, Джой допрашивает Эми. Показания девочки оправдывают всех, кроме Ретта. Ройал встречается с подкупленным Тиллерсонами окружным заседателем Карлом, тот игнорирует угрозы. Джой допрашивает по отдельности Марию, Ретта и Перри, их алиби начинает рушиться, прежде чем их спасает Роял. Бывшая жена Уэйна Патриция приезжает и берёт на себя управление домом. Джой и Патриция подозревают в убийстве Ретта и Перри, но отчёт о вскрытии Тревора указывает, что смерть произошла всего за десять часов до обнаружения тела. На похоронах Патриция открывает гроб и заметив, что Перри не может смотреть на тело, начинает считать его убийцей Тревора. Позже Ройал играет с Отэм в покер и ставит свое западное пастбище против ее ожерелья, ради победы идя на жульничество. Ночью Уэйн замечает знак от камня и выезжает на западное пастбище, где находит дыру. Он вступает в драку с Ройалом и оглушает его камнем. |               |                     |                                  |                 |
| 5 | «The Soil»    | Эми Сайметц         | Доминик Орландо & Наледи Джексон | апрель 29, 2022 |
| Отэм проникает в дом Эбботтов в поисках кулона, но миссис Эбботт её прогоняет. Ройал приезжает в Университет Вайоминга и показывает кулон, но, увидев там фотографию на стене, вспоминает о фирме B-Y-9 и пытается её найти. В конце Ройал разламывает кулон и пачкает руки находившимся внутри порошком. Они начинают светиться подобно тому, как светилась дыра в земле. Ройал видит собственную смерть, склонившуюся к нему Сесилию и Отэм. |               |                     |                                  |                 |
| 6 | «The Family»  | Эми Сайметц         | Доминик Орландо & Люси Тербер    | апрель 29, 2022 |
| Отэм объясняет Ройалу, что её ожерелье и странные камни на западном пастбище — это время, каким-то образом обретшее физическую форму. Ройал заявляет, что если Отэм не будет держаться подальше от его семьи, он её убьёт. Затем Ройал бросает Отэм в глуши и сжигает её лагерь. Она встречает медведя, который говорит: «Покажи ему». Позже на Отэм натыкается Билли, и она ведёт его к дыре в земле. Патриция и Люк узнают от семейного адвоката, что Уэйн всё завещал Билли. Патриция уезжает, чтобы разобраться с этим, и просит Люка держать содержание завещания в секрете. Джой выстраивает дело против Ретта и Перри, но время смерти, указанное в отчёте коронера, не вписывается в хронологию событий. Ретт выясняет отношения с Марией после проведённой вместе ночи: Мария говорит, что любит его, но не может быть с ним, потому что Ретт всегда ставит семью на первое место. Проверяя его, она спрашивает об убийстве Тревора, и Ретт отвечает уклончиво, чтобы защитить Перри. Отэм возвращается в свой лагерь и обнаруживает, что он разрушен. Она звонит кому-то и требует денег, а затем вырезает странный символ на своей коже. Позже, будучи явно не в себе без лекарств, Отэм встречается с Перри и рассказывает, что Ройал пытался её убить и что она видела, как Ройал избавлялся от тела Тревора. В тот же вечер Перри сообщает семье, что отправил Джой письмо с признанием. Возмущённый, Ретт бьёт его. Ройал вмешивается, швыряет Перри в стеклянную перегородку, осколок стекла попадает Эми в голову, и она выбегает из дома как раз в тот момент, когда к дому подъезжает полицейская машина. |               |                     |                                  |                 |
| 7 | «The Unknown» | Лоуренс Триллинг    | Зев Боров & Брайан Уоткинс       | май 6, 2022     |
| Перри сажают в тюрьму. Ройал и Сесилия вносят за него залог, отдав ранчо в качестве обеспечения для суда. Привезя сына домой, Ройал рассказывает ему, почему сбежал из дома, когда был мальчишкой: во время охоты в 1886 году он случайно застрелил отца. Тогда Ройал нашёл ту самую нору, которая сейчас находится на ранчо. Он спрыгнул в яму, а когда выбрался, был уже 1968 год, и он находился на ранчо Эбботтов; его приютили и вырастили как родного. Ройал приводит Перри к яме, тот прыгает в неё, и яма исчезает. |               |                     |                                  |                 |
| 8 | «The West»    | Лоуренс Триллинг    | Брайан Уоткинс                   | май 6, 2022     |
| Ретт одерживает победу на родео, говорит Марии, что не будет больше участвовать в состязаниях, и мирится с ней. Отэм договаривается с Ройалом о встрече. Когда он приходит, Отэм и Билли пытаются его убить, начинается погоня. Эми видит на парковке свою мать, та уводит её. Тем временем стада бизонов разбегаются по полям, несколько индейцев на них охотятся. Люк роет яму в земле, рассчитывая найти то, что сделает его богатым. Нефть начинает выходить из-под земли, но превращается в клубящийся туман, и из неё появляются бегущие в панике бизоны. Автомобиль Билли попадает в аварию. Отэм выпадает из грузовика, бизоны затаптывают её. Роял видит на её голове шрам и понимает, что это Эми из будущего. Он отвозит Отэм домой и укладывает на кровать, затем находит Сесилию сидящей за кухонным столом, который Эми накрыла для всей семьи. Ройал рассказывает Сесилии о своём прошлом и говорит, что просто хочет вернуть свою семью. Сесилия отвечает, что семья уже распалась. Ройал качает головой и говорит: «Нет, это не так». |               |                     |                                  |                 |

### Сезон 2 (2024)
| № | Название                  | Режиссёр             | Автор сценария                                                    | Дата премьеры |
| - | ------------------------- | -------------------- | ----------------------------------------------------------------- | ------------- |
| 1 | «One Night in Wabang»     | Гвинет Хордер-Пэйтон | Кэмерон Литвак & Гленис Маллинс                                   | май 16, 2024  |
| 2 | «Traces to Somewhere»     | Гвинет Хордер-Пэйтон | Дагни Атенсио Лупер & Дженна Вестовер & Дуг Петри & Мэрилин Томас | май 16, 2024  |
| 3 | «Everybody Hurts»         | Дебора Кампмейер     | Дэгни Атэнсио Лупер & Глениз Маллинс                              | май 16, 2024  |
| 4 | «Ode to Joy»              | Блэкхорс Лоу         | Аида Машака Кроал & Рэнди Редроуд                                 | май 16, 2024  |
| 5 | «All the World's a Stage» | Дебора Кампмейер     | Дуг Петри & Рэнди Редроуд                                         | май 16, 2024  |
| 6 | «Do-Si-Do»                | Джош Бролин          | Аида Машака Кроал & Мэрилин Томас                                 | май 16, 2024  |
| 7 | «The End of Innocence»    | Катриона МакКензи    | Кэмерон Литвак & Дженна Уэстовер                                  | май 16, 2024  |

## Приём
На сайте-агрегаторе рецензий Rotten Tomatoes первый сезон «Внешних сфер» получил рейтинг 78 %, на сайте Metacritic — 60 %. Обозреватель The Guardian Бенджамин Ли оценил его на 2 звезды из 5. Сериал сравнивали с «Йеллоустоном», успех которого подтолкнул другие телеканалы и стриминговые сервисы к запуску вестернов.
Райан Бритт из Inverse назвал «Внешние сферы» «одним из самых смелых, странных и трогательных научно-фантастических шоу XXI века» и высоко оценил игру Джоша Бролина, Имоджен Путс и Тамары Подемски. Роберт Дэниелс из RogerEbert.com охарактеризовал сериал как «редкий пример жанрового произведения, которое заставляет по-новому взглянуть на наше человеческое существование». Кэти Райф из Polygon высоко оценила режиссуру, актёрскую игру (особенно Бролина и Путс) и саундтрек.
Элисон Форман из The A.V. Club поставила первому сезону оценку «С» и написала: «Несмотря на обещанную потрясающую природу и большую дыру, в которую можно закинуть всё, что угодно, Уоткинс никак не может прийти в себя. Даже по мере того, как набирают обороты истории о межличностных отношениях, остаётся неприятное ощущение, что „Внешние сферы“ никогда не заходят достаточно далеко». Дэниел Файнберг из The Hollywood Reporter раскритиковал сценарий и темп повествования, добавив: «Самое раздражающее во „Внешних сферах“… — то, что почти никто на экране не задаёт те вопросы, которые будут задавать зрители». Тем не менее, Файнберг высоко оценил игру Бролина, Подемски, Путс и Тома Пелфри. Кристен Лопес из IndieWire тоже раскритиковала сценарий, похвалив актерский состав.
Первый сезон был назван 19-м лучшим телешоу 2022 года по версии журнала Inverse. Телеканал TVLine назвал его «самой недооценённой драмой» года.
Второй сезон получил в основном положительные отзывы критиков. На сайте Rotten Tomatoes его рейтинг составил 92 % при средней оценке 7,2 из 10. Джон Андерсон (The Wall Street Journal) написал, что «дерзость… делает шоу не просто смотрибельным, но, возможно, даже важным». Боб Штраус из TheWrap назвал второй сезон захватывающим и более фактурным, чем первый. Габриэла Бургос Солер из Tell-Tale TV оценила его на 4 звезды из 5, Райан Бритт из Inverse назвал сезон «одним из лучших научно-фантастических шоу на телевидении», но раскритиковал решение выпустить все эпизоды сразу.